# Neoptera
I Neotteri (Neoptera o orthopteroidea) costituiscono un raggruppamento di Insetti alati della sottoclasse Pterygota inserito, secondo gli schemi tassonomici, in differenti ranghi sistematici.
Nel complesso si tratta di un raggruppamento, probabilmente parafiletico, comprendente Insetti alati le seguenti caratteristiche:
- Ali articolate, provviste della regione jugale.
- Metamorfosi incompleta, ascrivibile ai tipi dell'eterometabolia, emimetaboli della pseudoametabolia, della catametabolia e della neometabolia.

L'articolazione delle ali è il carattere che contraddistingue i Neotteri dai Paleotteri, più primitivi, perché permette il loro ripiegamento sull'addome. Le ali non sono collegate direttamente al torace, ma si collegano ad esso attraverso degli scleriti ascellari che sono articolati: ogni ala si innesta su tre scleriti pterali (primo, secondo e terzo sclerite pterale) che, a loro volta, si articolano sui due scleriti pleurali (il basalare e il subalare). Il ripiegamento dell'ala è permesso da uno specifico muscolo che agisce sul terzo sclerite pterale.

## Sistematica
L'inquadramento sistematico dei Neotteri e la loro suddivisione è controversa e coinvolte tutti i ranghi dei Pterigoti di livello superiore agli ordini.
Dal punto di vista filogenetico, i Neotteri derivano da un'unica linea evolutiva differenziata da quella dei Paleotteri, pertanto tutti gli Pterigoti, ad eccezione degli Efemerotteri e degli Odonati, hanno la stessa origine ancestrale. Successivamente la linea evolutiva si è diramata in più rami da cui si sono differenziati i cladi corrispondenti agli Esopterigoti (esclusi i Paleotteri) e quello degli Endopterigoti.
La classificazione più recente e più accreditata, perciò, distingue gli Pterigoti in due divisioni, i Paleoptera e i Neoptera. Quest'ultima si suddivide in tre raggruppamenti (sottodivisioni), di cui uno corrisponde ai Neotteri più evoluti (Endopterigoti) e gli altri a due grandi raggruppamenti interni agli Endopterigoti (Polineotteri e Paraneotteri).
In questa sede viene adottato uno schema tassonomico più vecchio, basato sulla classica distinzione fra Endopterigoti ed Esopterigoti. La subcoorte dei Neoptera con il ramo evolutivo primitivo dei Neotteri sensu lato e che compone, con il raggruppamento dei Palaeoptera, la coorte o divisione degli Exopterygota. La suddivisione interna, secondo questo schema, è la seguente:
- Subcoorte Neoptera

- Superordine Polyneoptera

- Sezione Blattoidea. Ordini:

- Blattodea
- Mantodea
- Isoptera
- Zoraptera

- Sezione Plecopteroidea. Ordini:

- Plecoptera

- Sezione Embiopteroidea. Ordini:

- Embioptera

- Sezione Orthopteroidea. Ordini:

- Grylloblattodea
- Dermaptera
- Phasmoidea
- Orthoptera
- Mantophasmatodea

- Superordine Paraneoptera

- Sezione Psocoidea. Ordini:

- Psocoptera (o Corrodentia)
- Mallophaga
- Anoplura

- Sezione Thysanopteroidea. Ordini:

- Thysanoptera

- Sezione Rhynchotoidea. Ordini:

- Rhynchota